# Sumowalność metodą Cesàro
Sumowalność metodą Cesàro lub sumowalność w sensie Cesàro – alternatywny sposób przypisania sumy do nieskończonego szeregu w analizie matematycznej. Jeśli szereg jest zbieżny w zwykłym sensie do sumy {\displaystyle A,} to jest także sumowalny metodą Cesàro i jego suma w sensie Cesàro również wynosi {\displaystyle A.} Znaczenie sumowalności metodą Cesàro polega na tym, że szeregi rozbieżne mogą mieć dobrze zdefiniowaną sumę Cesàro.
Nazwa metody sumowania pochodzi od włoskiego matematyka Ernesto Cesàro (1859–1906).

## Definicja
Dla danego nieskończonego ciągu {\displaystyle (a_{n})} definiuje się
{\displaystyle s_{k}=a_{1}+\ldots +a_{k}}
będący {\displaystyle k}-tą sumą częściową ciągu {\displaystyle (a_{n})} lub sumą częściową szeregu
{\displaystyle \sum _{n=1}^{\infty }a_{n}.}
O szeregu {\displaystyle \sum a_{n}} mówi się, że ma sumę w sensie Cesàro o wartości {\displaystyle A,} jeżeli średnia wartość jego sum cząstkowych jest zbieżna do {\displaystyle A{:}}
{\displaystyle \lim _{n\to \infty }{\frac {1}{n}}\sum _{k=1}^{n}s_{k}=A.}
Innymi słowy, suma w sensie Cesàro nieskończonego szeregu jest granicą średniej arytmetycznej (średnia) pierwszych {\displaystyle n} sum częściowych szeregu, przy {\displaystyle n} zmierzającym do nieskończoności.

## Przykłady
Połóżmy {\displaystyle a_{n}=(-1)^{n+1}} dla {\displaystyle n\geqslant 1.} Kolejne wyrazy ciągu {\displaystyle (a_{n})} to
{\displaystyle 1,-1,1,-1,\dots }
Stąd ciąg sum częściowych {\displaystyle (s_{n})} to
{\displaystyle 1,0,1,0,\dots }
Wyraźnie widać, że ten szereg, znany jako szereg Grandiego, nie jest zbieżny. Z drugiej strony jednak widać, że wyrazy ciągu {\displaystyle \{(s_{1}+\dots +s_{n})/n\}} wynoszą
{\displaystyle {\frac {1}{1}},\,{\frac {1}{2}},\,{\frac {2}{3}},\,{\frac {2}{4}},\,{\frac {3}{5}},\,{\frac {3}{6}},\,{\frac {4}{7}},\,{\frac {4}{8}},\dots ,}
czyli
{\displaystyle \lim _{n\to \infty }{\frac {s_{1}+\ldots +s_{n}}{n}}={\frac {1}{2}}.}
Wobec powyższego suma szeregu {\displaystyle (a_{n})} w sensie Cesàro wynosi 1/2.
Rozpatrując kolejny ciąg {\displaystyle a_{n}=1{\text{ dla }}n\geqslant 1.} Wyrazy ciągu {\displaystyle (a_{n})} to
{\displaystyle 1,1,1,1,\dots ,}
a ich suma jest rozbieżna do nieskończoności. Wyrazy ciągu {\displaystyle \{(s_{1}+\ldots +s_{n})/n\}} wynoszą
{\displaystyle {\frac {1}{1}},\,{\frac {3}{2}},\,{\frac {6}{3}},\,{\frac {10}{4}},\dots }
Są one również rozbieżne do nieskończoności, wobec czego szereg ten nie jest sumowalny w sensie Cesàro. Uogólniając, w szeregach rozbieżnych do (dodatniej lub ujemnej) nieskończoności sumowanie metodą Cesàro prowadzi do ciągów podobnie rozbieżnych, a więc takie szeregi nie są sumowalne w sensie Cesàro. Ciągi monotoniczne tworzą albo szeregi zbieżne albo rozbieżne do nieskończoności, stąd wynika, że jeśli szereg nie jest zbieżny, ale jest sumowalny w sensie Cesàro to jego wyrazy muszą oscylować tj. zawierać wyrazy dodatnie i ujemne. Należy jednak zauważyć, że nie muszą one pojawiać się regularnie lub powtarzać się według oczywistego wzoru.

## Sumowanie (C, α)
W 1890 roku Ernesto Cesàro zdefiniował szerszą rodzinę metod sumowania, którą określono mianem {\displaystyle (\mathrm {C} ,n)} dla nieujemnych liczb całkowitych {\displaystyle n.} Metoda {\displaystyle (\mathrm {C} ,0)} jest tradycyjnym sumowaniem, a {\displaystyle (\mathrm {C} ,1)} jest metodą sumowania Cesàro opisaną powyżej.
Metody wyższych rzędów można opisać następująco: mając dany szereg {\displaystyle \sum a_{n},} definiuje się wielkości
{\displaystyle A_{n}^{-1}=a_{n};\quad A_{n}^{\alpha }=\sum _{k=0}^{n}A_{k}^{\alpha -1}}
oraz wprowadza {\displaystyle E_{n}^{\alpha }} będące wartościami {\displaystyle A_{n}^{\alpha }} dla szeregu {\displaystyle 1+0+0+0+\ldots } Wtedy suma {\displaystyle (\mathrm {C} ,\alpha )} szeregu {\displaystyle \sum a_{n}} jest oznaczana przez {\displaystyle (\mathrm {C} ,\alpha )-\sum a_{n}} i wynosi
{\displaystyle (C,\alpha )-\sum _{j=0}^{\infty }a_{j}=\lim _{n\to \infty }{\frac {A_{n}^{\alpha }}{E_{n}^{\alpha }}},}
jeśli istnieje.